# 勒羅伊鎮區 (密西根州英厄姆縣)
勒羅伊鎮區（英語：Leroy Township）是位於美國密西根州英厄姆縣的一個行政鎮區。

## 地方資料
勒羅伊鎮區的面積為88.60平方千米，當中陸地面積為88.40平方千米，而水域面積為0.20平方千米。根據2020年美國人口普查的數據，當地共有人口3791人，而人口密度為每平方千米42.79人。